# フェービー・ヤオ
フェービー・ヤオ（本名：姚 宣楡（ヤオ・シュエイー）、Yao Hsuan-Yu、1992年12月15日 - ）は、台湾出身の女子プロゴルファーである。

## 来歴
10歳からゴルフを始める。
2011年台湾女子ツアーでプロ転向。同年日本女子プロゴルフ協会（JLPGA）ファイナルクォリファイングトーナメント（QT）に進出し、翌年のQTランキング43位となる。
2012年からTPD単年登録者（呼称は当時）としてJLPGAツアーに参戦、当初は本名のヤオ・シュエイーとして出場していた。
2013年から登録名をフェービー・ヤオにする。
2014年「フジサンケイレディスクラシック」でJLPGAツアー初優勝。
2018年「アクサレディスゴルフトーナメント in MIYAZAKI」でJLPGAツアー2勝目をあげる。
JLPGA会員制度改正に伴い「2018年アクサレディスゴルフトーナメント in MIYAZAKI優勝」の資格で同会入会を申請し、同時期に申請したペ・ヒギョン、ユン・チェヨン、ジョン・ジェウン、権藤可恋、カリス・デイビッドソンと共に同年12月1日付けでJLPGA90期生（インターナショナルプロフェッショナル会員）となる。
2013年から2018年まで年間獲得賞金ランキング（賞金ランク）50位以内で賞金シードを継続していたが、2019年は賞金ランク67位に終わり、賞金シード入りを逃す。同年ファイナルQTで1位となり、翌シーズンの「第1回リランキング」までのJLPGAツアー出場資格を得た。

## 主な戦歴

### アマチュア時代
- 2010年：サントリーレディースオープン ベストアマチュア[11]

### TLPGAツアー（台湾）
- 2012年：富邦女子オープン 優勝
- 2013年：仰徳TLPGAオープン 優勝

### JLPGAツアー（日本）
- 2014年：フジサンケイレディスクラシック 優勝
- 2018年：アクサレディスゴルフトーナメント in MIYAZAKI 優勝